# Honor de cavallería
Pour plus de détails, voir Fiche technique et Distribution.
Honor de cavallería est un film espagnol réalisé par Albert Serra et sorti en 2006. Il s'agit d'une adaptation libre et en langue catalane du Don Quichotte de Miguel de Cervantès.

## Synopsis
Le chevalier Don Quichotte et son fidèle écuyer, Sancho Pança, partent à l'aventure. Mais, en réalité, ils voyagent sans destination précise à travers des contrées désertiques. Au cours de ce périple absurde, ils apprennent à se connaître en discutant de différents sujets.

## Fiche technique
- Titre du film : Honor de cavallería
- Réalisation et scénario : Albert Serra, d'après le roman de Miguel de Cervantès, Don Quichotte.
- Photographie : Christophe Farnarier, Eduard Grau - Couleurs, format :  1,85 : 1
- Musique : Ferran Font
- Son : Dolby Digital
- Langue : Catalan
- Décors : Jimmy Ginferrer
- Montage : Ángel Martín
- Durée : 110 minutes en Espagne, 95 minutes en France
- Production : A. Serra, Montse Triola pour Andergraun Films, Eddie Saeta S.A., Notro Films
- Lieux de tournage : Alt Empordà, Pla de l'Estany, Garrotxa (Espagne)
- Pays d'origine :  Espagne
- Sorties : 12 mai 2006 en Espagne ; 19 mai 2006 au Festival de Cannes

## Distribution
- Lluís Carbó : Don Quichotte
- Lluís Serrat : Sancho
- Albert Pla : un chevalier

## Récompenses et distinctions
- Meilleur jeune réalisateur, Meilleur film en langue catalane Barcelona Film Awards 2006
- Prix spécial du jury Festival du film de Split 2006
- Prix Lancia du meilleur film, mention spéciale du jury, Meilleurs acteurs au Festival de Turin 2006
- Grand prix du long métrage de fiction au Festival EntreVues de Belfort 2006
- Prix d'interprétation Janine Bazin au Festival EntreVues de Belfort 2006